# Bahnstrecke Börßum–Kreiensen
| Streckennummer (DB): | 1940 |                                      |                                      |
| Kursbuchstrecke (DB): | 358 Börßum–Salzgitter zuletzt 237 |                                      |                                      |
| Kursbuchstrecke: | 184 (Börßum – Seesen Rb 1934) 175 (Seesen Rb – Kreiensen 1934) 182g (Neuekrug-Hahausen – Seesen 1934) 179f (Bad Gandersheim – Kreiensen 1934) 206 (1946) 202f (Bad Gandersheim – Kreiensen 1946) |                                      |                                      |
| Streckenlänge: | 60,6 km |                                      |                                      |
| Spurweite: | 1435 mm (Normalspur) |                                      |                                      |
| Streckenklasse: | A (Börßum–Werlaburgdorf) D4 (Werlaburgdorf–Kreiensen) |                                      |                                      |
| Streckengeschwindigkeit: | 100 km/h |                                      |                                      |
| Zugbeeinflussung: | PZB |                                      |                                      |
| Zweigleisigkeit: | Neuekrug-Hahausen – Kreiensen (ehemals durchgängig) |                                      |                                      |
| | |                                      |                                      |
| \| \| \| von Helmstedt (km 0) \| \| \| \| \| von Braunschweig Hbf \| \| \| \| 45,270 \| Börßum (ehem. Bf) \| Börßum (ehem. Bf) \| \| \| 45,30 \| Börßum WTB \| Börßum WTB \| \| \| \| nach Wasserleben \| \| \| \| \| nach Bad Harzburg \| \| \| \| 45,911 \| \| \| \| \| 47,099 \| Oker \| Oker \| \| \| 47,950 \| Werlaburgdorf \| Werlaburgdorf \| \| \| 49,930 \| Bundesautobahn 36 \| Bundesautobahn 36 \| \| \| 51,300 \| Gielde \| Gielde \| \| \| 55,150 \| Klein Mahner \| Klein Mahner \| \| \| 58,70 \| Awanst Groß Mahner (gesperrt) \| Awanst Groß Mahner (gesperrt) \| \| \| 59,796 \| Infrastrukturgrenze WTB / DB InfraGO \| Infrastrukturgrenze WTB / DB InfraGO \| \| \| \| von Leiferde \| \| \| \| \| von Broistedt \| \| \| \| 60,476 \| Salzgitter-Bad \| Salzgitter-Bad \| \| \| \| von Goslar \| \| \| \| 64,685 \| Salzgitter-Ringelheim \| Salzgitter-Ringelheim \| \| \| \| nach Hildesheim \| \| \| \| \| Innerste \| \| \| \| 68,700 \| Bk Sehlde \| Bk Sehlde \| \| \| 69,700 \| Neuwallmoden (SPNV bis 1988) \| Neuwallmoden (SPNV bis 1988) \| \| \| 72,050 \| Lutter (Barenberg)[1] (SPNV bis 1989) \| Lutter (Barenberg)[1] (SPNV bis 1989) \| \| \| 74,530 \| Nauen (Harz) (SPNV bis 1988) \| Nauen (Harz) (SPNV bis 1988) \| \| \| 75,750 \| Bk Neile \| Bk Neile \| \| \| \| von Goslar \| \| \| \| 79,187 \| Neuekrug-Hahausen (SPNV bis 1987) \| Neuekrug-Hahausen (SPNV bis 1987) \| \| \| 82,90 \| Bk Klingenhagen \| Bk Klingenhagen \| \| \| \| von Derneburg (Han) \| \| \| \| 86,093 \| Seesen \| Seesen \| \| \| \| nach Herzberg (Harz) \| \| \| \| 89,290 \| Bk Kirchberg \| Bk Kirchberg \| \| \| \| Bundesautobahn 7 \| \| \| \| 91,370 \| Ildehausen \| Ildehausen \| \| \| 92,240 \| Ildehausen West \| Ildehausen West \| \| \| 94,250 \| Harriehausen \| Harriehausen \| \| \| 94,770 \| Bk Vogelberg \| Bk Vogelberg \| \| \| 97,330 \| Bk Schachtenbeck \| Bk Schachtenbeck \| \| \| \| von Groß Düngen \| \| \| \| 100,011 \| Bad Gandersheim (ehem. Bf) \| Bad Gandersheim (ehem. Bf) \| \| \| 100,077 \| Bad Gandersheim Gbf \| Bad Gandersheim Gbf \| \| \| \| Schnellfahrstrecke Hannover–Würzburg \| \| \| \| 103,400 \| Bk Orxhausen \| Bk Orxhausen \| \| \| \| von Hannover Hbf \| \| \| \| 105,880 \| Kreiensen \| Kreiensen \| \| \| \| nach Osterode Nord \| \| \| \| \| nach Kassel Hbf \| \| \| \| \| nach Langeland \| \| \| \| \| \| \| \| Quellen: [2][3][4][5][6] \| \| \| \| | |                                      |                                      |
| Strecke (außer Betrieb) | | von Helmstedt (km 0)                 | von Helmstedt (km 0)                 |
| Abzweig ehemals geradeaus und von rechts | | von Braunschweig Hbf                 | von Braunschweig Hbf                 |
| Haltepunkt / Haltestelle, ehemaliger Bahnhof | 45,270 | Börßum (ehem. Bf)                    | Börßum (ehem. Bf)                    |
| Kopfbahnhof Streckenanfang · Strecke | 45,30 | Börßum WTB                           | Börßum WTB                           |
| Strecke · Abzweig geradeaus und ehemals nach links | | nach Wasserleben                     | nach Wasserleben                     |
| Strecke · Abzweig ehemals geradeaus und nach links | | nach Bad Harzburg                    | nach Bad Harzburg                    |
| Verschwenkung nach links · Verschwenkung nach rechts (Strecke außer Betrieb) | 45,911 |                                      |                                      |
| Brücke über Wasserlauf | 47,099 | Oker                                 | Oker                                 |
| Haltepunkt / Haltestelle | 47,950 | Werlaburgdorf                        | Werlaburgdorf                        |
| Strecke mit Straßenbrücke | 49,930 | Bundesautobahn 36                    | Bundesautobahn 36                    |
| Haltepunkt / Haltestelle | 51,300 | Gielde                               | Gielde                               |
| Bahnhof | 55,150 | Klein Mahner                         | Klein Mahner                         |
| Abzweig geradeaus und von rechts | 58,70 | Awanst Groß Mahner (gesperrt)        | Awanst Groß Mahner (gesperrt)        |
| Wechsel des Eisenbahninfrastrukturunternehmens | 59,796 | Infrastrukturgrenze WTB / DB InfraGO | Infrastrukturgrenze WTB / DB InfraGO |
| Abzweig geradeaus und von rechts | | von Leiferde                         | von Leiferde                         |
| Abzweig geradeaus und von rechts | | von Broistedt                        | von Broistedt                        |
| Bahnhof | 60,476 | Salzgitter-Bad                       | Salzgitter-Bad                       |
| Abzweig geradeaus und von links | | von Goslar                           | von Goslar                           |
| Bahnhof | 64,685 | Salzgitter-Ringelheim                | Salzgitter-Ringelheim                |
| Abzweig geradeaus und nach rechts | | nach Hildesheim                      | nach Hildesheim                      |
| Brücke über Wasserlauf | | Innerste                             | Innerste                             |
| ehemalige Blockstelle | 68,700 | Bk Sehlde                            | Bk Sehlde                            |
| ehemaliger Haltepunkt / Haltestelle | 69,700 | Neuwallmoden (SPNV bis 1988)         | Neuwallmoden (SPNV bis 1988)         |
| ehemaliger Bahnhof | 72,050 | Lutter (Barenberg) (SPNV bis 1989)   | Lutter (Barenberg) (SPNV bis 1989)   |
| ehemaliger Haltepunkt / Haltestelle | 74,530 | Nauen (Harz) (SPNV bis 1988)         | Nauen (Harz) (SPNV bis 1988)         |
| ehemalige Blockstelle | 75,750 | Bk Neile                             | Bk Neile                             |
| Abzweig geradeaus und von links | | von Goslar                           | von Goslar                           |
| Dienststation / Betriebs- oder Güterbahnhof Streckenende | 79,187 | Neuekrug-Hahausen (SPNV bis 1987)    | Neuekrug-Hahausen (SPNV bis 1987)    |
| ehemalige Blockstelle | 82,90 | Bk Klingenhagen                      | Bk Klingenhagen                      |
| Abzweig geradeaus und ehemals von rechts | | von Derneburg (Han)                  | von Derneburg (Han)                  |
| Bahnhof | 86,093 | Seesen                               | Seesen                               |
| Abzweig geradeaus und nach links | | nach Herzberg (Harz)                 | nach Herzberg (Harz)                 |
| ehemalige Blockstelle | 89,290 | Bk Kirchberg                         | Bk Kirchberg                         |
| Strecke mit Straßenbrücke | | Bundesautobahn 7                     | Bundesautobahn 7                     |
| ehemaliger Haltepunkt / Haltestelle | 91,370 | Ildehausen                           | Ildehausen                           |
| ehemaliger Bahnhof | 92,240 | Ildehausen West                      | Ildehausen West                      |
| ehemaliger Haltepunkt / Haltestelle | 94,250 | Harriehausen                         | Harriehausen                         |
| ehemalige Blockstelle | 94,770 | Bk Vogelberg                         | Bk Vogelberg                         |
| Blockstelle | 97,330 | Bk Schachtenbeck                     | Bk Schachtenbeck                     |
| Abzweig geradeaus und ehemals von rechts | | von Groß Düngen                      | von Groß Düngen                      |
| Haltepunkt / Haltestelle, ehemaliger Bahnhof | 100,011 | Bad Gandersheim (ehem. Bf)           | Bad Gandersheim (ehem. Bf)           |
| ehemaliger Dienststation / Betriebs- oder Güterbahnhof | 100,077 | Bad Gandersheim Gbf                  | Bad Gandersheim Gbf                  |
| Kreuzung geradeaus unten | | Schnellfahrstrecke Hannover–Würzburg | Schnellfahrstrecke Hannover–Würzburg |
| ehemalige Blockstelle | 103,400 | Bk Orxhausen                         | Bk Orxhausen                         |
| Abzweig geradeaus und von rechts | | von Hannover Hbf                     | von Hannover Hbf                     |
| Bahnhof | 105,880 | Kreiensen                            | Kreiensen                            |
| Abzweig geradeaus und ehemals nach links | | nach Osterode Nord                   | nach Osterode Nord                   |
| Abzweig geradeaus und nach links | | nach Kassel Hbf                      | nach Kassel Hbf                      |
| Strecke | | nach Langeland                       | nach Langeland                       |
| | |                                      |                                      |
| Quellen: | |                                      |                                      |

Die Bahnstrecke Börßum–Kreiensen (auch Braunschweigische Südbahn) wurde von der Herzoglich Braunschweigischen Staatseisenbahn als Verbindung ihrer Bahnstrecke Braunschweig–Bad Harzburg mit der Hannöverschen Südbahn errichtet. Sie ist nicht elektrifiziert und führt durch das nordwestliche Harzvorland von Börßum über Salzgitter, Ringelheim und Seesen nach Kreiensen. Heute ist sie Teil der Strecke 1940 Helmstedt–Holzminden.
1956 entstand mit der Bahnstrecke Leiferde–Salzgitter-Bad eine kürzere Verbindung zwischen Braunschweig und Salzgitter-Bad. Der Personenverkehr auf dem Abschnitt Börßum–Salzgitter-Bad (auch Warnetalbahn) wurde eingestellt, die Teilstrecke wird heute von der Tourismus und Warnetalbahn GmbH betrieben. In Börßum besteht heute keine Gleisverbindung mehr zum Netz der Deutschen Bahn, der verbliebene Rest des einstigen Bahnhofes wird als Börßum WTB betrieben.

## Geschichte
Bereits im braunschweigisch-hannoverschen Staatsvertrag von 1837, der den Bau der Bahnstrecke Braunschweig–Bad Harzburg regelte, war eine grundsätzliche Übereinkunft getroffen worden, dass sich beide Staaten gemeinsam um eine Südanbindung bemühen. Erst 15 Jahre später folgte ein weiterer Vertrag. Darin erlaubte Braunschweig, die Hannöversche Südbahn über das braunschweigische Kreiensen zu bauen. Im Gegenzug erlaubte Hannover, eine Bahnstrecke von Börßum (braunschweigisch) über Ringelheim (hannoversch) nach Seesen (braunschweigisch) zu bauen. Von dort wurde ein Bau über Harriehausen (wiederum hannoversch) nach Kreiensen vereinbart, wo beide Strecken verbunden wurden. Die Strecke wurde am 5. August 1856 eröffnet, schon drei Monate vorher war die hannoversche Strecke bis Kassel befahrbar.
Die Strecke entwickelte sich gut, 1865 wurde die Bahnstrecke Kreiensen–Langeland als westlicher Anschluss Richtung Ruhrgebiet in Betrieb genommen. 1868 erfolgte der zweigleisige Ausbau der Strecke und die Bahnstrecke Jerxheim–Börßum als Verbindung an die damalige Bahnverbindung Braunschweig–Wolfenbüttel–Jerxheim–Oschersleben–Magdeburg wurde eröffnet. Damit war diese Verbindung eine wichtige Ost-West-Strecke geworden, wobei der Verkehr in Richtung Göttingen–Frankfurt stärker war als der in Richtung Ruhr.
Im Deutsch-Französischen-Krieg 1870/71 zeigte sich die strategische Bedeutung dieser Verbindung, jedoch nahm ihre Bedeutung für den Ost-West-Verkehr mit der Eröffnung der Strecken Braunschweig–Berlin über Helmstedt und Magdeburg (1872), beziehungsweise Hannover–Berlin über Stendal (1871) wieder ab.

### Entwicklung nach 1945
Nach der deutschen Teilung änderten sich die Verkehrsströme. Alle Bahnstrecken, die zwischen Helmstedt (Bahnstrecke Braunschweig–Magdeburg) und Walkenried (Südharzstrecke) die innerdeutsche Grenze querten, wurden unterbrochen, auch die auf Jerxheim zulaufenden Verbindungen von Magdeburg über Eilsleben und Oschersleben.
Außerdem wurde nach einer besseren Verkehrsanbindung des Raumes Salzgitter gesucht. 1956 entstand durch einen Lückenschluss von Salzgitter-Drütte nach Salzgitter-Bad eine direktere Verbindung von Braunschweig aus, die den Abschnitt Braunschweig–Leiferde der Bahnstrecke Braunschweig–Bad Harzburg und den 1940 eröffneten Abschnitt Leiferde–Salzgitter-Drütte nutzt. Letzterer Abschnitt gehört heute mit zur Strecke 1920 Leiferde–Salzgitter-Bad.
In der 2. Hälfte des 20. Jahrhunderts entfielen folgende zweigleisige Abschnitte:
| von                   | bis                   | Datum         |
| --------------------- | --------------------- | ------------- |
| Börßum                | Salzgitter-Bad        | 1. Apr. 1968  |
| Salzgitter-Bad        | Salzgitter-Ringelheim | 29. Sep. 1985 |
| Salzgitter-Ringelheim | Neuekrug-Hahausen     | 3. Jun. 1984  |

Quelle: 

### Weitere Entwicklung der Warnetalbahn

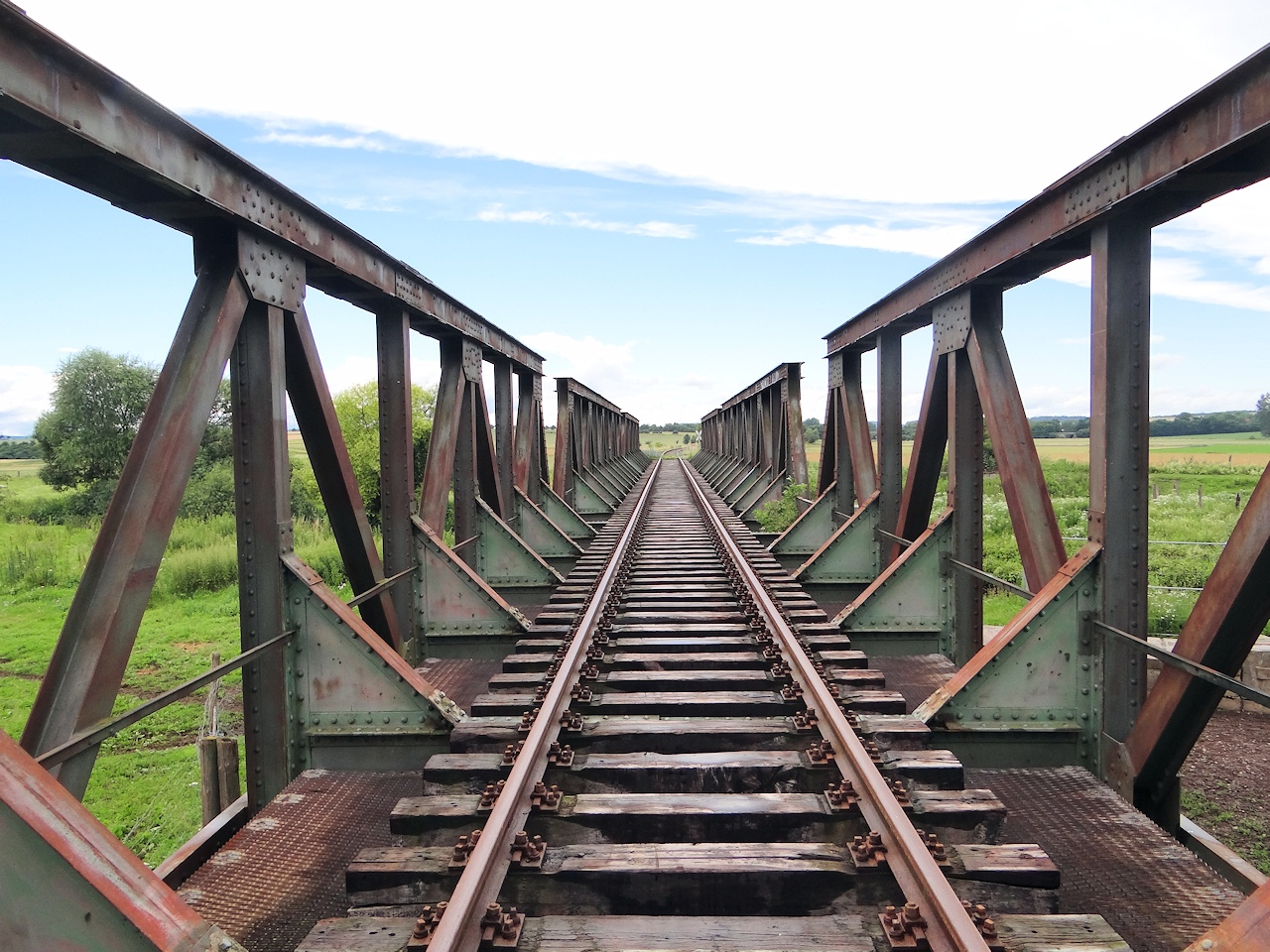
Okerbrücke bei Börßum

Damit verlor der Abschnitt Börßum–Salzgitter-Bad, die sogenannte Warnetalbahn, zusätzlich an Bedeutung. 1968 wurde das zweite Gleis auf dem Abschnitt entfernt und es fanden Vereinfachungen in der Leit- und Sicherungstechnik statt. Zum 1. Januar 1976 wurde der Personenverkehr eingestellt und der Abschnitt als Abstellort für Güterwagen genutzt. Der Güterverkehr wurde schließlich in den 1980er-Jahren eingestellt, zuletzt zwischen Salzgitter-Bad und dem Bahnhof Klein Mahner am 28. Mai 1988.
Der Landkreis Wolfenbüttel plante 2018, die Okerbrücke bei Börßum für etwa 500.000 Euro sanieren. Dieser Plan wurde aus Kostengründen jedoch nicht durchgeführt.
Im Bahnhof Klein Mahner wurde im Februar 2019 die Sanierung des Gleises 2 abgeschlossen. Darüber hinaus wurden zwei Weichen saniert.
Im Februar 2019 verkehrte nach über 30 Jahren Pause wieder ein planmäßiger Güterzug im Warnetal. Transportiert wurden 1200 t Stammholz aus dem Vorharz mit dem Ziel Wismar. Bis Ende 2019 verkehrten rund 25 Holztransporte von Klein Mahner aus nach Wismar und bis nach Österreich.
Die Teilstrecke wird im Zugleitbetrieb nach FV-NE betrieben.

## Verkehr
Im Kursbuch von 1944 sind auf dem Abschnitt Börßum–Seesen täglich 10 Zugpaare verzeichnet, darunter vier Schnellzugpaare, die von Berlin Potsdamer Bahnhof nach Frankfurt (Main) Hbf und weiter nach Mulhouse-Ville, Paris-Est oder Basel DRB (heute Basel Bad Bf) verkehren.
Heute wird mit Ausnahme des Abschnittes Börßum–Salzgitter-Bad die Strecke im Personennahverkehr bedient, durchgehende Verbindungen werden bis auf vereinzelte Ausnahmen nicht mehr angeboten. Es werden normalerweise Lint-Triebwagen (Baureihe 648) eingesetzt, die bei Alstom in Salzgitter hergestellt wurden.
Neben dem Regionalverkehr gibt es auch geringen Güterverkehr.

### Börßum–Salzgitter-Bad
Seit 1988 finden regelmäßig Fahrten im Museumseisenbahnverkehr statt. Der Konzern Alstom nutzt die Strecke regelmäßig für Testfahrten.

### Salzgitter-Bad–Seesen

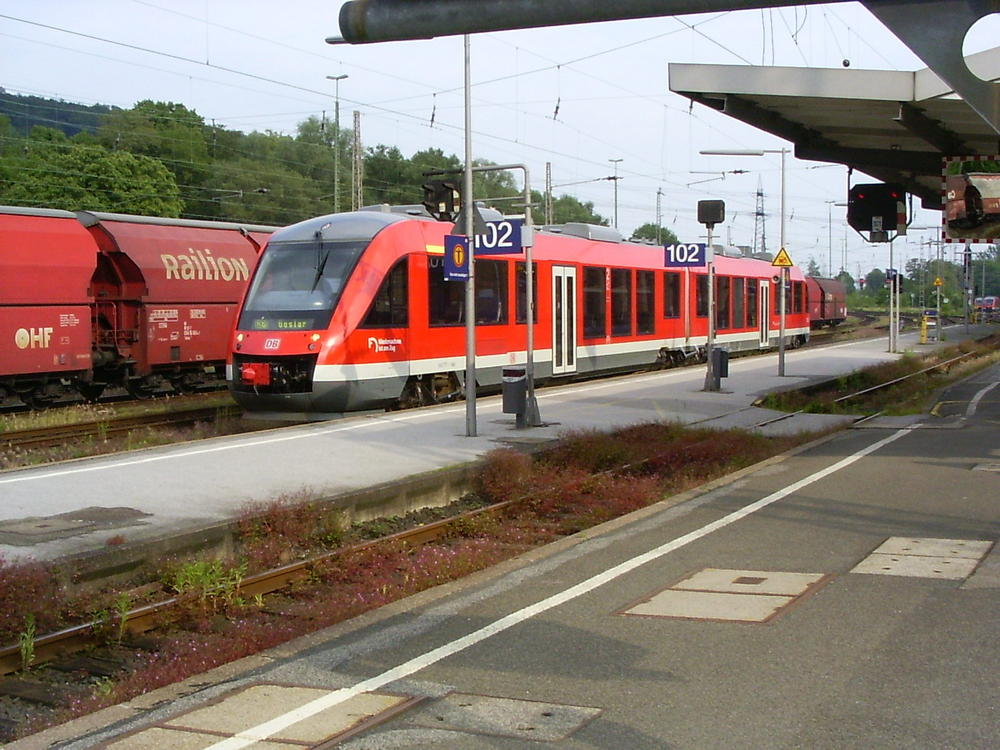
Der Bahnhof Kreiensen mit einer Regionalbahn nach Goslar

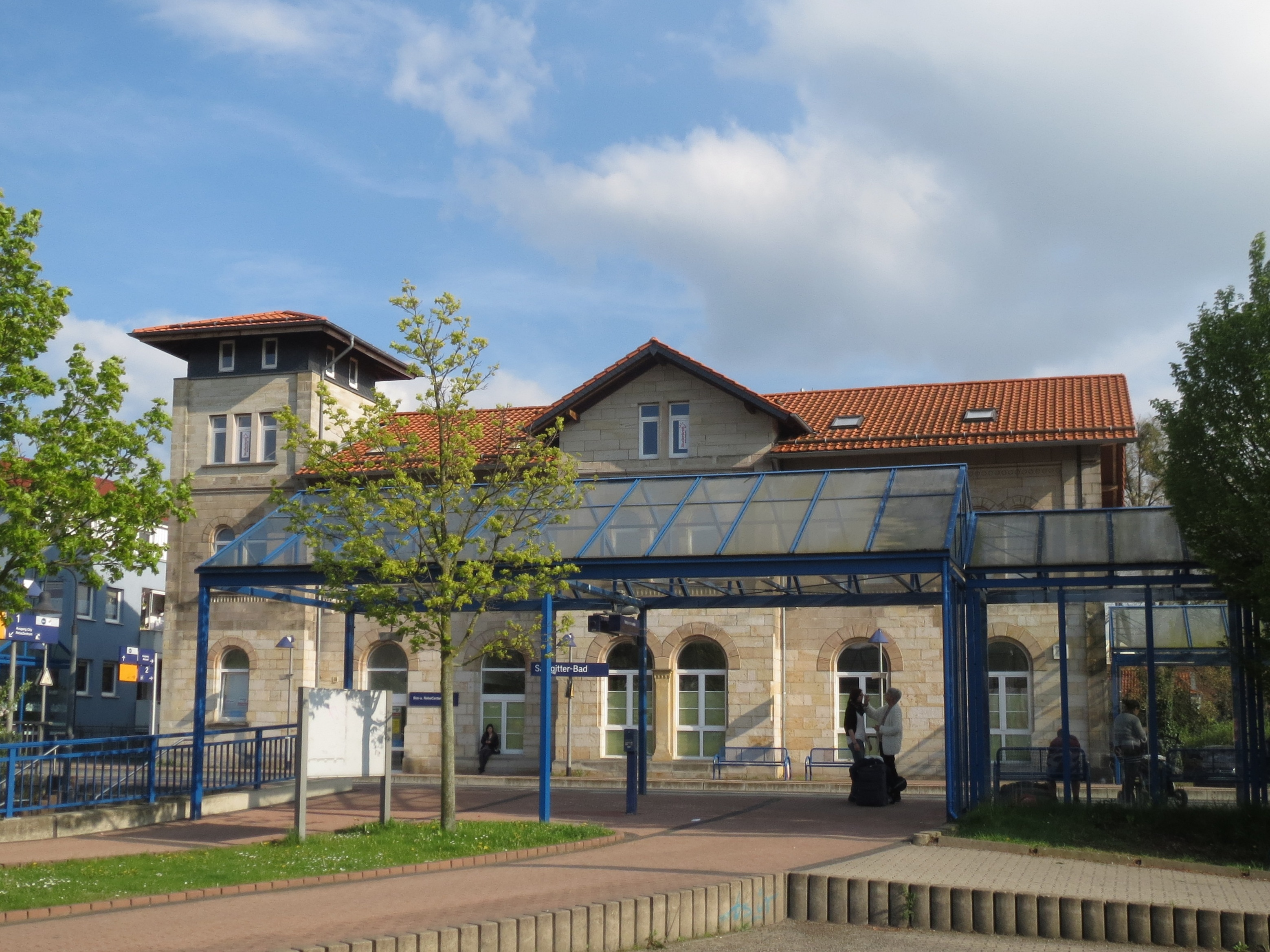
Bahnhofsgebäude von Salzgitter-Bad, Ansicht von Norden, d. h. der Gleisseite

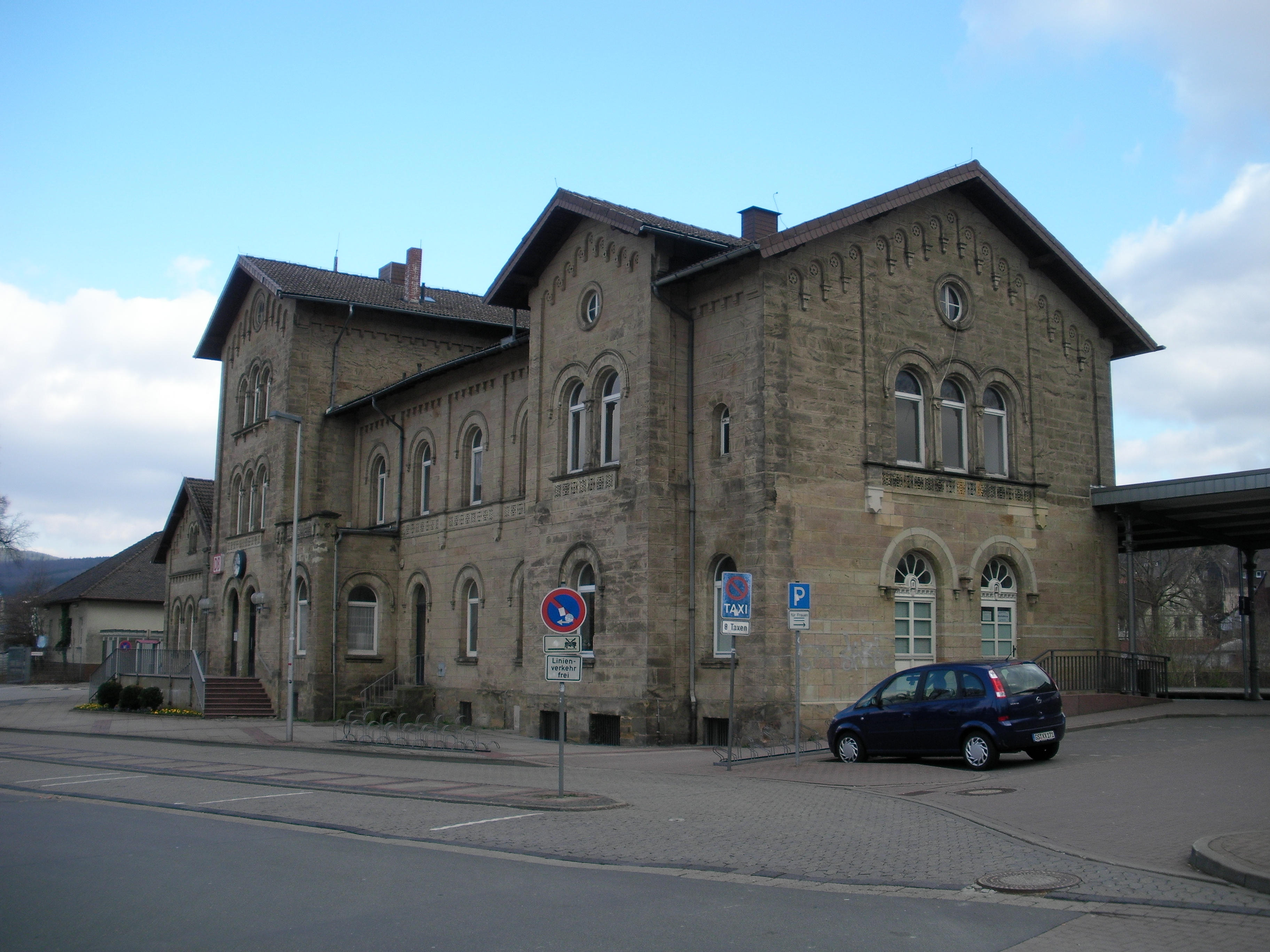
Bahnhofsgebäude in Seesen

Im Abschnitt Salzgitter-Bad–Seesen wird die Strecke von der Regionalbahnlinie RB 46 (Braunschweig Hbf–Seesen–Herzberg am Harz) stündlich befahren. Hier findet eine Zugkreuzung zur üblichen Symmetrieminute kurz vor der halben Stunde in Salzgitter-Ringelheim statt.
Der Abschnitt liegt im Verkehrsverbund Region Braunschweig.

### Seesen–Kreiensen
Der Abschnitt Seesen–Kreiensen wird von der  Regionalbahnlinie RB 82 (Bad Harzburg–Seesen–Kreiensen–Göttingen) etwa im 40/80-Minuten-Takt bedient. Die Linie verkehrt auch auf dem Abschnitt Neuekrug-Hahausen–Seesen auf der Strecke, der Bahnhof Neuekrug-Hahausen wird jedoch nicht von Personenzügen bedient. Nur jeder zweite Zug wird nach Göttingen durchgebunden, stattdessen besteht bei Fahrten, die in Kreiensen beginnen bzw. enden, Anschluss an den RE 2 von bzw. nach Göttingen.
Der Abschnitt liegt im Verkehrsverbund Süd-Niedersachsen.

## Planungen
Im Rahmen des Nordharzkonzeptes prüft der Regionalverband Großraum Braunschweig verschiedene Angebotskonzepte in der Verbindung Goslar–Braunschweig. Eine Variante ist dabei eine Verlegung der Linie RB 43, die heute von Goslar über Vienenburg nach Braunschweig verkehrt. Diese soll zwischen Salzgitter-Ringelheim und Braunschweig halbstündlich versetzt zur RB 46 aus Herzberg verkehren. Dabei wird ein zweigleisiger Ausbau zwischen Salzgitter-Bad und Salzgitter-Ringelheim mit einer neu zu errichtenden Ringelheimer Kurve verglichen.
Am Bahnhof Ringelheim wird außerdem eine Verlängerung der Personenunterführung geprüft, damit die durch die Reisendenübergänge bedingten niedrigen Einfahrgeschwindigkeiten entfallen können.
Im Jahr 2021 wurde die Elektrifizierung der Strecke Salzgitter-Bad – Kreiensen als zu förderndes Vorhaben im Rahmen des Gemeindeverkehrsfinanzierungsgesetzes angemeldet.